# Osmirídio
O osmirídio é uma liga de ósmio e irídio que pode ser encontrado na natureza. É composta por 50 a 80% de irídio, 15 a 40% de ósmio e pequenas quantidades de ruténio, ródio e vestígios de platina, cobre, ferro e níquel. O osmirídio é utilizado para elétrodos de velas de ignição e aparos de canetas.